# Gulden neerlandez

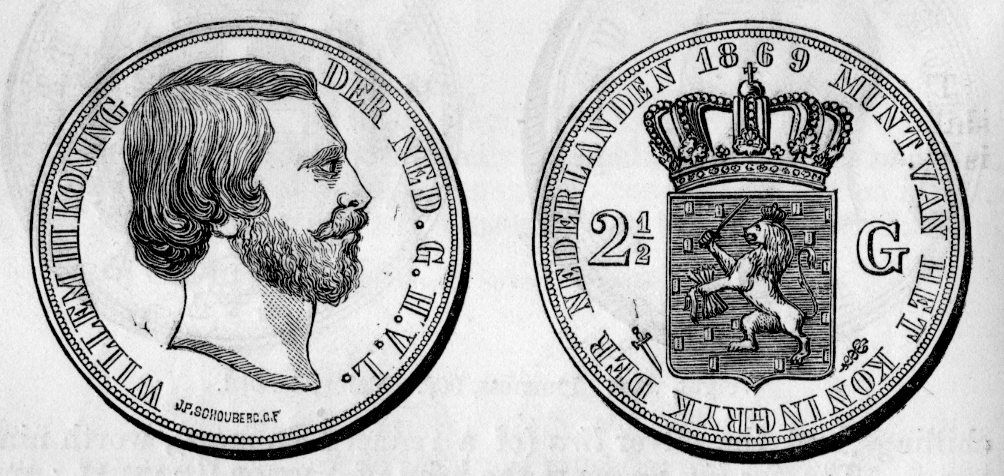
Monedă cu valoare nominală de 2½ guldeni, emisă în 1869. Avers, circular:WILLEM III KONIG DER NED. G.H.V.L.; în centru: capul regelui Willem al III-lea, spre dreapta; sub gât: numele gravorului, JP.SCHOUBERC.C.F; revers, circular: 1869 MUNT. VAN HET KONINGRYK DER NEDERLANDEN; în centru: stema încoronată, flancată la stânga de valoarea nominală: 2^{1}-_{2}, iar la dreapta, prescurtarea denumirii monedei G [Gulden]; semnul gravorului și semnul monetăriei.

Gulden (uneori Florin) a fost moneda națională folosită în Țările de Jos din 1279 până la 28 ianuarie 2002, când a fost înlocuită de euro (€). Codul monetar folosit pentru Gulden a fost NLG, iar notația familiară a fost ƒ prefixat și hfl prefixat. Era împărțită în 100 cenți. Paritatea pentru un euro a fost de 2,20371 guldeni. Primul Gulden a fost numit florin (nl: florijn).Ultimele monede și bancnote au avut următoarele valori nominale:
monede: 5 cenți ('stuiver'), 10 cenți ('dubbeltje'), 25 cenți ('kwartje'), ƒ 1 ('gulden'), ƒ 2,50 ('rijksdaalder'), ƒ 5 ('vijfje')
bancnote: ƒ 10, ƒ 25, ƒ 50, ƒ 100, ƒ 250, ƒ 1000